# Rosalie Papineau-Dessaulles
 (avril 2015).
Si vous disposez d'ouvrages ou d'articles de référence ou si vous connaissez des sites web de qualité traitant du thème abordé ici, merci de compléter l'article en donnant les références utiles à sa vérifiabilité et en les liant à la section « Notes et références ».
Rosalie Papineau-Dessaulles (27 février 1788 à Montréal au Québec (Canada) - 3 août 1857 à Saint-Hyacinthe au Québec) est la fille, la sœur et la femme d’hommes politiques canadiens du XVIIIe siècle.

## Biographie
Fille du notaire, arpenteur et homme politique Joseph Papineau et de Rosalie Cherrier, Rosalie est la seule fille survivante de cette famille de dix enfants dont cinq sont décédés en très bas âge. Elle a été baptisée le lendemain de sa naissance en l'église Notre-Dame de Montréal. Son aîné d'environ un an et demi était Louis-Joseph Papineau, celui-là même qui deviendra plus tard le chef des Patriotes, et de qui elle sera très proche toute sa vie durant. La famille Papineau a aussi pris en adoption une fille nommée Angèle Cornud qui est devenue l'épouse d'un des frères de Rosalie, Denis-Benjamin Papineau.
Rosalie a environ treize ans lorsque son père reçoit en 1801 des prêtres du séminaire de Québec les 2/5 de la Seigneurie de La Petite-Nation en Outaouais, en guise de paiement pour ses honoraires. En 1803, il rachète les 3/5 restant de cette seigneurie. L'année suivante, il quitte son siège à la Chambre d'Assemblée du Bas-Canada pour se consacrer à sa propriété. Il reviendra toutefois en politique active à l'ouverture de la session de 1810, ayant été élu pour la division est de Montréal. Son fils aîné Louis-Joseph fait alors son entrée à la Chambre, ayant été élu dans le comté de Kent.
La vie de Rosalie change radicalement lorsque son père déménage la petite famille à la Seigneurie de La Petite-Nation, après avoir réussi à convaincre dix-neuf colons de venir « faire de la terre» avec lui ». Tout un dépaysement pour cette demoiselle de bonne famille, habituée à la grande ville et à ses commodités. Toujours positive, elle s'initie à la culture du potager et trouve plaisir dans l'écriture et la correspondance. En 1813, elle « coiffe la Sainte-Catherine », c'est-à-dire qu'elle atteint l'âge de vingt-cinq ans sans être mariée.
Par la suite, elle fait la rencontre de Jean Dessaulles, de vingt-deux ans son aîné. Ce dernier est le nouveau seigneur de la seigneurie de Maska, dont il a hérité des 5/8 en mars 1814, à la suite du décès du fils du fondateur, Hyacinthe-Marie Delorme. Ce dernier est décédé prématurément à l'âge de 36 ans, célibataire et donc sans descendance. Jean Dessaulles était pour sa part veuf de Marguerite-Anne Waden, décédée en 1801. De cette première union étaient nés trois enfants, tous décédés en très bas âge.
Jean Dessaulles et Rosalie Papineau unissent leurs destinées le 21 février 1816 en l'église Notre-Dame de Montréal. Le couple s'installe dans le manoir seigneurial à Maska, à l'endroit où on trouve aujourd'hui le parc Casimir-Dessaulles, nommé en l'honneur de leur fils Georges-Casimir. Il sera maire de la ville de Saint-Hyacinthe de 1868 à 1870 et de 1886 à 1897. Au sud de ce parc, à l'angle de la rue Girouard Ouest et de l'Avenue du Palais, on peut voir un tracé au sol qui montre l'emplacement exact du manoir seigneurial qui fut démoli en 1876.
Dessaulles ayant été élu l'année de son mariage député de la circonscription de Richelieu, Rosalie se retrouve souvent seule à tout diriger. Mais c'est une jeune femme déterminée qui n'hésite pas à prendre les choses en main, lorsque nécessaire. Le couple donnera naissance à sept enfants entre 1816 et 1829. Seulement trois d'entre eux ont survécu : Louis-Antoine né en 1818, Rosalie-Eugénie née en 1824 et Georges-Casimir né en 1827.
Rosalie prend une part très active au développement de la seigneurie de Maska qui deviendra la ville de Saint-Hyacinthe. On reconnaît son âme noble et la grande charité dont elle fait preuve envers les malades et les pauvres. Elle transforme au besoin sa demeure en dispensaire, isolant ses enfants dans une partie du manoir afin de les prémunir contre la contagion. Elle va jusqu'à donner ses propres vêtements pour aider des indigentes. On lui donne le surnom de « la Providence des pauvres ». Elle a fondé le Comité des Dames de la Charité et en est la première présidente.
Le 20 juin 1835, Rosalie perd son époux qui s'éteint à l'âge de soixante-neuf ans, après une maladie qui dura six mois. Il avait quitté son poste de député de Saint-Hyacinthe l'année précédente. Leurs enfants sont encore jeunes ; Louis-Antoine a dix-sept ans, Rosalie-Eugénie onze ans et Georges-Casimir n'a que huit ans. Rosalie doit donc prendre en charge les destinées de la seigneurie jusqu'à ce que son fils aîné atteigne sa majorité, qui était fixée à l'âge de vingt-cinq ans à cette époque.
Fervente admiratrice de son frère aîné Louis-Joseph, elle l'approuve et l'appuie dans ses démarches afin d'obtenir de meilleures conditions pour les Canadiens-français. Elle s'inquiète toutefois beaucoup pour lui et sa famille lorsque les choses se gâtent à partir de 1836. Durant les malheureux événements de 1837-1838, elle met tout en œuvre pour supporter de son mieux les rebelles, soit en leur fournissant des vivres, soit en les hébergeant au manoir, bien que se sachant soupçonnée par les autorités anglaises. C'est là que se réfugia Louis-Joseph Papineau, après avoir quitté Montréal le 16 novembre 1837, avant de quitter le pays pour s'exiler aux États-Unis jusqu'en 1839, puis en France d'où il ne reviendra qu'en 1845.
Rosalie s'éteint dans son manoir une douzaine d'années plus tard, soit le 3 août 1857. Elle était alors âgée de 69 ans, 4 mois et 5 jours. Les registres paroissiaux indiquent qu'elle a été enterrée sous le banc seigneurial dans la chapelle cathédrale de Saint-Hyacinthe. Elle laissait ses deux fils et une fille, ainsi que neuf petits-enfants nés entre 1851 et 1857. Deux portent le nom de famille Dessaulles et sept portent le nom de famille Laframboise, du nom de l'époux de sa fille Rosalie-Eugénie. S'ajouteront par la suite à sa descendance six autres petits-enfants.

## Iconographie
- Le musée des beaux-arts du Canada possède son portrait, peint vers 1825 par Louis Dulongpré.

## Hommages
- La petite ville de Sainte-Rosalie, annexée à la ville de Saint-Hyacinthe en 2002, avait été nommée en l'honneur de Rosalie Papineau-Dessaulles (1788-1857)
- L'actuelle avenue de l'Hôtel-de-Ville de Saint-Hyacinthe portait autrefois le nom de rue Rosalie en l'honneur de la seigneuresse Rosalie Papineau-Dessaulles.
- Depuis quelques années, un projet prend forme afin de rendre un hommage plus particulier à cette grande dame en lui élevant une stèle dans le parc Casimir Dessaulles, lieu où elle a vécu dans son manoir de 1816 à 1857.